# Rheum kialense
Rheum kialense Franch. – gatunek rośliny z rodziny rdestowatych (Polygonaceae Juss.). Występuje naturalnie w Chinach – w prowincjach Junnan, Gansu oraz Syczuan. 

## Morfologia
PokrójBylina dorastająca do 25–55 cm wysokości.
LiścieIch blaszka liściowa ma kształt od owalnego do trójkątnie owalnego. Mierzy 6–11 cm długości oraz 4–8,5 cm szerokości, jest całobrzega, o sercowatej nasadzie i spiczastym wierzchołku. Ogonek liściowy jest nagi.
KwiatyZebrane w wiechy, rozwijają się na szczytach pędów. Listki okwiatu mają eliptyczny kształt i zielonożółtawą barwę, mierzą 2 mm długości.
OwoceMają jajowaty kształt, osiągają 7–8 mm długości.

## Biologia i ekologia
Rośnie w lasach. Występuje na wysokości od 2800 do 3900 m n.p.m.